# Керолайн Грем
Керолайн Грем (англ. Caroline Graham, 17 липня 1931, Нанітон графство Ворикшир) — англійська  письменниця, сценарист і драматург.

## Життєпис
Народилася у небагатій родині, батько працював робітником на цегельному заводі. Через матеріальні проблеми з 14 років почала працювати на годинниковому заводі в рідному місті. З 1953 по 1955 рік служила у Королівському військово-морському флоті Великої Британії. Була актрисою, помічником режисера і позаштатною співробітницею радіостанції. Керолайн Грем вчилася у Відкритому університеті, у 1991 році отримала ступінь магістра театрознавства Бірмінгемського університету, після чого повністю присвятила себе письменницькій діяльності.

## Творчість
Почала писати для телебачення та радіо. Написала 5 радіо-п'єс, лібрето опери «Перехрестя», дві книги для дітей.
Перший роман Керолайн Грем про любов — Fire Dance (Танець вогню) був опублікований у 1982 році. Потім був The Envy of the Stranger: трилер про психопата, який переслідує свою жертву. Автор адаптувала цей роман для радіо.
Світову славу їй принесла серія книг про старшого інспектора Барнабі, більше відома за телесеріалом британського каналу Hallmark «Midsomer Murders». На українському телебаченні серіал називається «Суто англійські вбивства». Перший роман цієї серії «Вбивство в Беджер Дрифт» (The Killings at Badger's Drift), про спокійне англійське село, розбурхане вбивством милої та всіма улюбленої старої діви, був опублікований 1988 року, а у 1989 році отримав премію Мекавіті американської Асоціації читачів детективів за найкращий дебютний роман та увійшов до Топ 100 кримінальних романів усіх часів. Керолайн Грем вільно володіє класичними елементами детективного жанру і використовує це у своїх романах з хитромудрим сюжетом.
Керолайн Грем нині живе в графстві Саффолк.

### Книги
- «Fire Dance», 1982
- «The Envy of the Stranger», 1984
- «Murder at Madingley Grange», 1990

### Романи про інспектора Барнебі
- «The Killings at Badger’s Drift[en]», 1988
- «Death of a Hollow Man[en]», 1989
- «Death in Disguise[en]», 1993
- «Written in Blood[en]», 1995
- «Faithful unto Death[en]», 1998
- «A Place of Safety[en]», 1999
- «A Ghost in the Machine[en]», 2004

### Книги для дітей
- «BMX Star Rider», 1985
- «BMX'ers Battle It Out», 1985